# Bellanicë
Bellanicë / Belanica (cyr. Беланица) – wieś w Kosowie, w regionie Prizren, w gminie Malishevë/Mališevo. W 2011 roku liczyła 2207 mieszkańców.